# Delia orwelliana
Delia orwelliana este o specie de muște din genul Delia, familia Anthomyiidae, descrisă de Griffiths în anul 1993.
Este endemică în Minnesota. Conform Catalogue of Life specia Delia orwelliana nu are subspecii cunoscute.